# Minkrig
Minkrig är en form av krigföring som grundar sig på att lägga ut land- eller sjöminor. Syftet kan vara att åsamka fienden förluster, hindra fienden att använda vissa havsområden eller att skydda egna transporter. Minutläggningen kan utföras av särskilda minfartyg eller av andra örlogsfartyg, även ubåtar.
Minkriget blev ett påtagligt militärt begrepp under andra världskriget. Sjöminor utgjorde ett stort hot mot alla civila och militära sjötransporter. De allierade lade ut stora minfält runt Engelska kanalen och i stora delar av Nordsjön. I Östersjön lades stora sjöminfält ut runt Öland och Gotland samt i Finska viken.
Många civila fartyg förliste på grund av minkollisioner och stor förödelse blev kvar efter krigets slut. Runt om i svenska farvatten hittas årligen ett flertal skarpa minor,  främst av marinens röjdykare som fortfarande övar minsökning och minförstöring. Sjöminor innehåller oftast cirka 400–900 kg sprängämne och är kraftfulla förstörelsevapen.